# Desastre de la tormenta de nieve en Nepal de 2014
El desastre de la tormenta de nieve en Nepal de 2014 se produjo en el centro del país durante el mes de octubre y se saldó con la muerte de al menos 43 personas de diversas nacionalidades, entre ellas al menos 21 senderistas. Los heridos y las víctimas mortales fueron consecuencia de tormentas de nieve y avalanchas inusualmente fuertes en las montañas de Annapurna y Dhaulagiri y sus alrededores.

## Sucesos
El 14 de octubre de 2014 se produjo una tormenta de nieve y una serie de avalanchas en el Annapurna y el Dhaulagiri y sus alrededores, en los distritos nepalíes de Manang y Mustang, dentro de la cordillera del Himalaya. Según se desplegó de las investigaciones, la tormenta surgió a raíz del ciclón Hudhud y fue la peor en una década, con casi 1,8 metros de nieve caída en 12 horas. La tormenta fue el resultado de la inusual fusión de un ciclón tropical con una vaguada superior.
La energía eléctrica, el servicio de telefonía móvil y las conexiones a Internet fallaron en el distrito de Manang, lo que dificultó las labores de socorro. Los excursionistas que se encontraban en la zona en el momento de la tormenta eran ciudadanos de varios países, entre ellos 78 de Nueva Zelanda. Uno de los primeros llamamientos de ayuda internacional lo hizo la embajada israelí en Katmandú después de que unos turistas atrapados enviaran una nota escrita a mano desde la cima del puerto con un guía local que descendía la montaña. El 15 de octubre se rescató a 21 excursionistas y guías de Nepal, Eslovaquia y Alemania tras la avalancha del día anterior. Cuando cesaron las operaciones de búsqueda y rescate, el 19 de octubre, se había rescatado hasta a 400 personas de diversas zonas, como Thorong La, Manang y Mustang y el campo base de Tukuche, en Mustang.
Las tormentas causaron la muerte de al menos 43 personas. Entre los fallecidos había 21 excursionistas de varios países que recorrían el circuito del Annapurna, entre ellos dos alpinistas eslovacos en el campo base del Dhaulagiri, y varios guías de montaña, cocineros y pastores de yaks nepalíes. Se calcula que hasta 50 personas están desaparecidas y que 175 presentan lesiones como congelaciones graves.

## Consecuencias
Se criticó a las autoridades locales por no avisar con suficiente antelación a los excursionistas y a los residentes locales de que se acercaba el mal tiempo. Sin embargo, algunos funcionarios creen que los muertos y heridos no tenían experiencia y no iban bien equipados. El entonces primer ministro de Nepal, Sushil Koirala, calificó la pérdida de vidas humanas de "extremadamente trágica en un momento en que las actualizaciones meteorológicas mundiales están disponibles cada segundo", y afirmó que se mejorarían los sistemas de alerta meteorológica.
El Ministerio de Turismo de Nepal declaró que el incidente "nos ha enseñado una lección", y que eran necesarios más refugios de emergencia y un mejor seguimiento y comunicación meteorológicos para evitar futuras tragedias. Entre los nuevos procedimientos y normativas propuestos se incluyen un registro de excursionistas, puntos de control, unidades de seguimiento por GPS y el uso obligatorio de guías locales formados. Sin embargo, la normativa de la época exigía que los excursionistas se registraran en varios puntos de paso y ya se recomendaba el uso de guías con licencia. En aquel momento no existía ningún sistema para informar a los excursionistas de las condiciones meteorológicas en ruta.